# امامزاده میرنشانه
گفته می‌شود که امامزاده میرنشانه محل دفن امامزاده حسن بن موسی بن جعفر است. این بنای تاریخی دارای گنبد فیروزه‌ای مخروطی شکل است. دیوارهای داخلی آن با کاشی معرق زینت داده شده است. بر روی مقبره، ضریح منبت‌کاری شده‌ای وجود دارد که در کتیبه‌های دور آن آیه‌های قرآن حکاکی شده است. درب چوبی امامزاده متعلق به سدهٔ دهم هجری است. در کنار ضریح، سردابی است که به آن قدمگاه می‌گویند و در آنجا چاه آبی است که نیازمندان برای تبرک از آن آب می‌کشند. دیوار و سقف سرداب با نقش و نگارهای رنگارنگ آراسته شده است. روی درب کوچک این سردابه نام گنجعلی نوشته شده است که ظاهراً وقف کنندهٔ بنا بوده است. این امامزاده دارای یک مسجد به نام مسجد میرنشانه است. بر دو لنگه در این مسجد شعری نوشته شده که به قرار زیر است:
| نمود وقف مزار رفیع شاه جهان |  | خدیو کشور و اقبال و هادی امت لنگه |

| برای طاعت خیر و ثواب روز و شب |  | گشوره باد بر اصحاب نعمت و دولت |